# أبلكاش

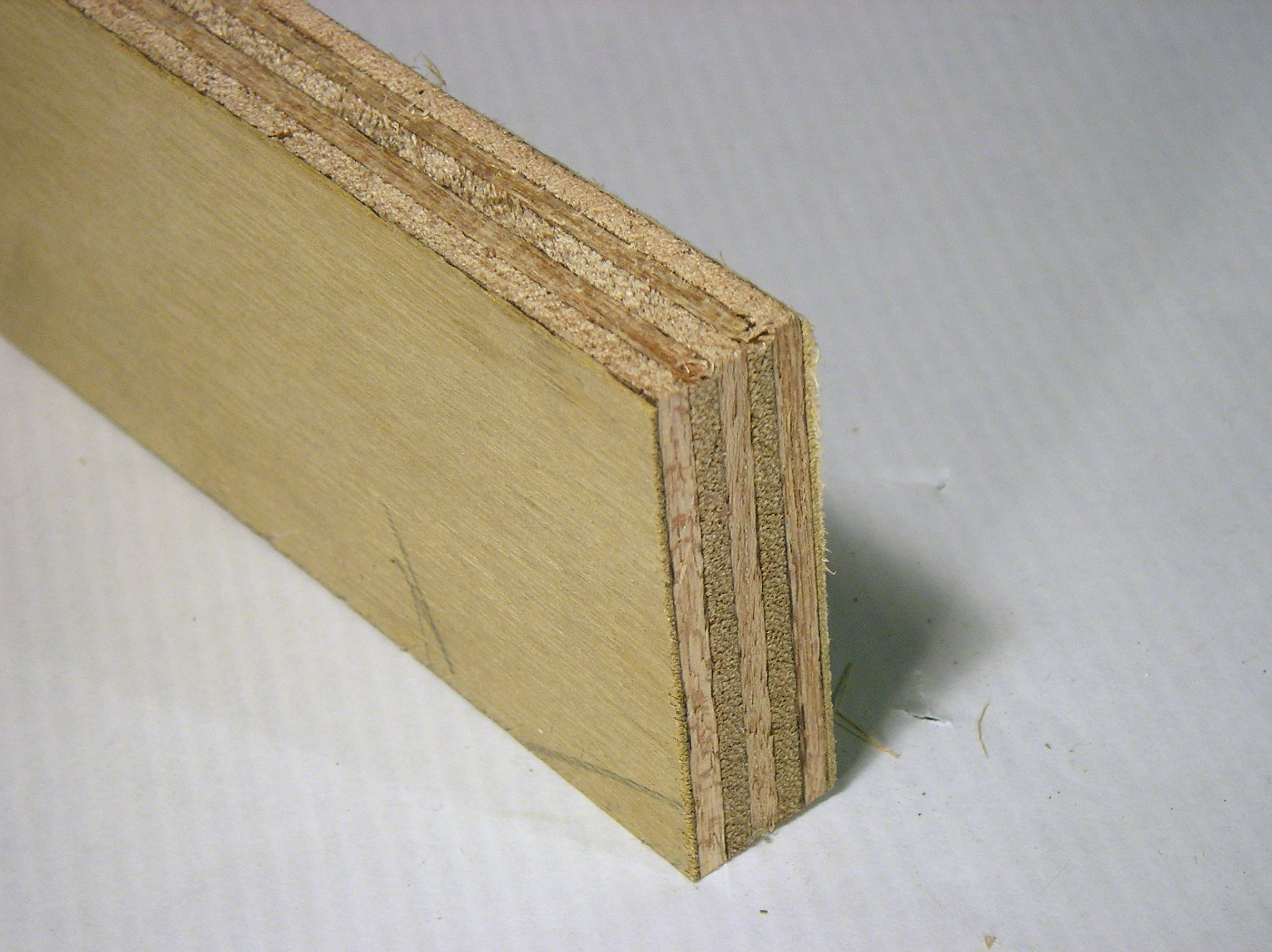

خشب الأبلكاش أو الخشب المعاكس، نوع من الخشب يتكون من عدة طبقات خشبية ملتصقٍ بعضها ببعض، وهو أقوى من الخشب العادي، ويستخدم غطاء للأرضيات ولتغطية السقوف والجدران. ويصنع عادة بلصق عدد فردي من طبقات الخشب بمادة الغراء التي يتم ترتيبها بحيث يكون اتجاه العروق، أي اتجاه ألياف الخشب في كل طبقة متعامدًا مع اتجاه العروق في الطبقة التي تليها. والطبقات الخارجية تسمّى وجوه وظهور. أما طبقة الوسط أو الطيات الداخلية فتسمّى اللب. وأبسط أنواع الأبلكاش مكوّن من ثلاث طيات من القشرة. مع ذلك، يمكن استعمال خمس، أو سبع، أو تسع طيات أو أكثر. ويمكن استخدام عدد زوجي من الطيات، على أن يكون اتجاه الألياف متوازياً في كل من الطيتين الموجودتين في الوسط. ويطلق لفظ أبلكاش أيضاً على ألواح من الخشب يبلغ سمك لبها 7.5 سم. وهذه الألواح تستخدم في صنع الأبواب.

## الفوائد
الأبلكاش هي مادة خفيفة الوزن سهلة الاستعمال، لكنها قوية ومتينة. وكذلك يمكن تقطيع الأبلكاش تقطيعاً رقيقاً في أحجام مضبوطة وإنتاج ألواح كبيرة توفر سهولة الاستعمال والقوة ونعومة السطوح. ويتميز الأبلكاش بأنه ينكمش وينتفخ بدرجة أقل من أي نوع من أنواع الأخشاب العادية، كما أن درجة مقاومته لعملية شقه عند الأطراف تزيد بدرجة أكبر. وهذا يساعد النجارين في تثبيت ألواح الأبلكاش بالمسامير والبراغي (القلاووظ) عند الأطراف مباشرة. وقابلية الأبلكاش للانحناء أو الاعوجاج تقل أو تنعدم. يمكن استخدام أنواع ثمينة من الخشب لصنع الوجوه لأن هذا لا يحتاج إلا إلى ألواح رقيقة فقط. وأحياناً يتم استخدام طبقة من البلاستيك، أو المعدن، لتعطي سطوحًا لامعة غير قابلة للخدش. كما أن الأبلكاش يمكن تصنيعه في أشكال منحنية أو مقوسة.
يستخدم الأبلكاش أساساً لصنع الأرضيات، وتكسية السقوف والجدران وفي تجميل الحوائط بألواح كل منها داخل إطار خاص. وهو خشب مفيد أيضاً في صنع قوالب صب وتشكيل الخرسانة اللازمة لبناء المنازل والمباني والجسور، وإنشاء السدود. ويستخدمه النجارون وصناع الأثاث والمقصورات ومناضد البيع والشراء. أما رجال الصناعة، فيستخدمونه في تجهيز السفن الصغيرة والمقصورات المتحركة على عجل ومعدات المكاتب وعربات السكك الحديدية وإشارات الطرق وأدوات الرياضة، وغيرها من المنتجات.

## الأنواع
يصنَّف خشب الأبلكاش حسب طبيعة المادة ونوع الاستعمال فتصنَّف مواده إلى عدة أنواع:

### 1- أبلكاش الخشب اللين
يصنع معظم الخشب اللين من شجر الأرز، التنوب، الصنوبر، الشوح، أو دوغلاس التنوب كما يدخل في صناعته أشجار الشوكران الغربي، والتنوب الأبيض والصنوبر ثقيل الخشب، والصندل الأحمر، وأشجار أخرى كثيرة.

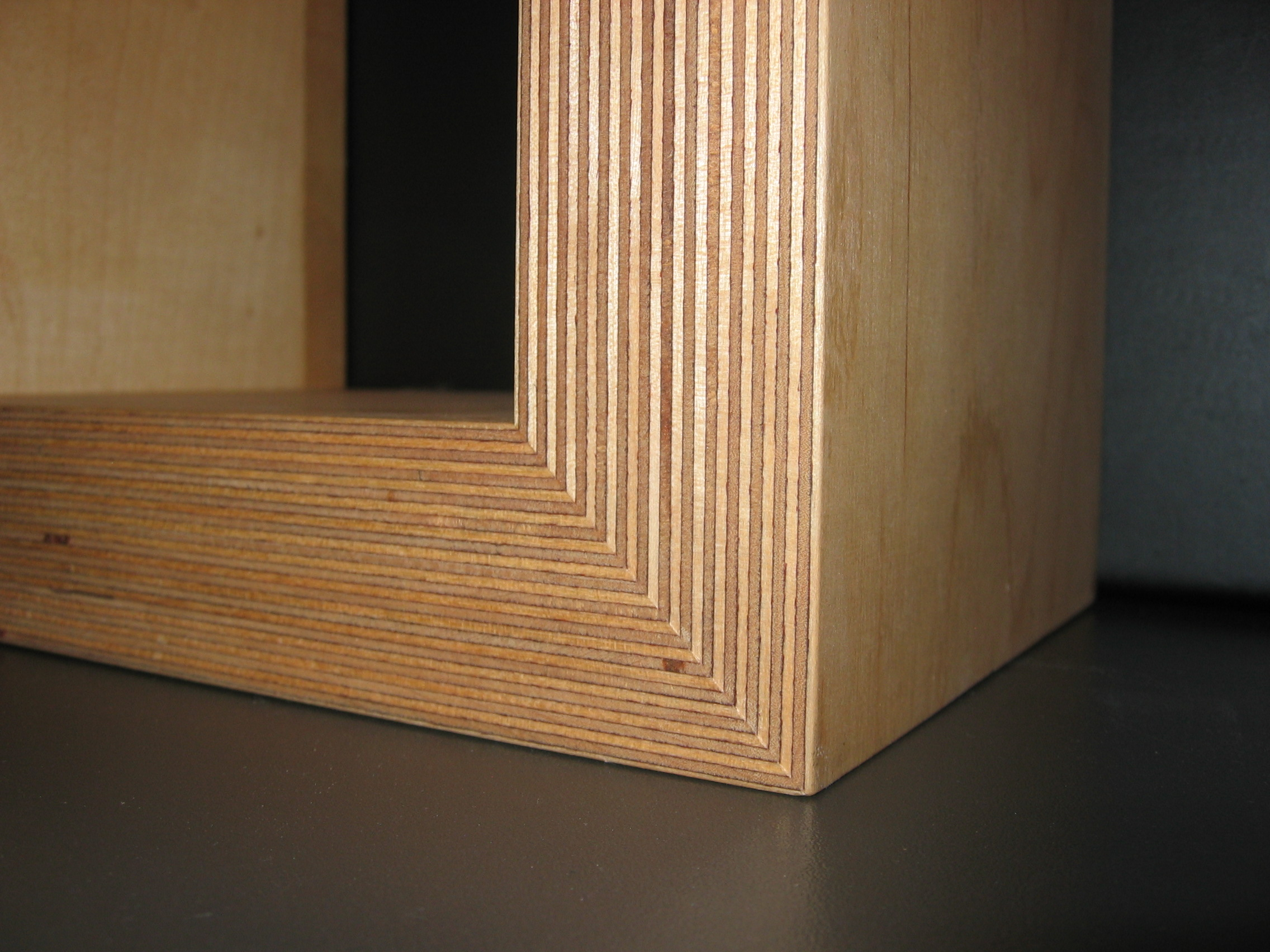
خشب البتولا الرقائقي عالي الجودة للغاية مكون من 29 طبقة

### 2- الأبلكاش الصلب
الخشب الصلب متوافر في أكثر من 80 نوعاً من الأخشاب، تشمل أخشابا مثل البلوط والأوكالبتوس منقاري، وخشب الحور، والبتولا، والكرز، والجوز، والماهوجني.

## التصنيع
يصنع الأبلكاش الداخلي عادة، باستخدام نوع من الغراء المقاوم للرطوبة. أما الأبلكاش الخارجي، فيصمَّم بحيث يكون قادراً على احتمال قسوة الظروف الناتجة عن البلل والرطوبة، ويدخل في صناعته دائماً صمغ واق من الماء. وأكثر ألواح الأبلكاش شيوعاً يبلغ عرضه 1.2 م وطوله 2.4 م ويتراوح سمكه بين 6 و19 ملم. وتتراوح أبعاد الألواح عادة بين 0.9 و1.5 م من حيث العرض وبين 1.5 و3.7 من حيث الطول، أما سمكه فيتراوح بين 5 و30 مم ويصنع عادة من ثلاث أو خمس أو سبع رقائق.
يتم تصنيع الأبلكاش على مراحل ثلاث.

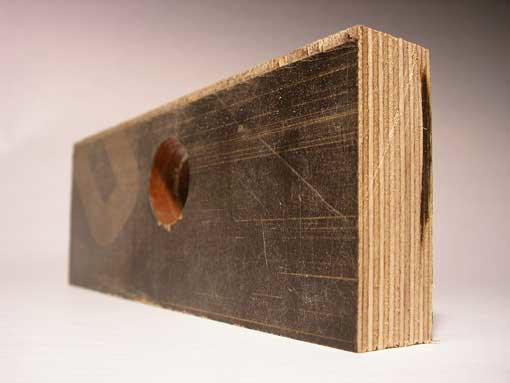
لوح صب الخرسانة عالي الجودة من الخشب الرقائقي

جذوع الأشجار الداخلة في تصنيع الأبلكاش يتم اختيارها على أساس خلوه من العقد والتسوس. وبعد انتزاع قشور اللحاء، وتقطيع الجذوع حسب الأطوال المطلوبة، فإنها تسخَّن بالبخار غالباً. يُكسب هذا التسخين سطح الجذوع ليونة، عندئذ توضع في مخرطة لتحويلها إلى شرائح أو قشور خشبية.
وتُصنع القشرة الخشبية بإحدى الطرق الثلاث التالية: 1- نشر الجذع بمنشار، 2- تشريحه، 3- تقطيعه بالمخرطة.
وطريقة النشر تصلح فقط لأخشاب الصقل الجميلة، مثل الأبنوس أو الصنوبر العقدي، وهو نوع هش جداً بدرجة لا تسمح بتشريحه. أما طريقة التشريح فهي تستخدم أساساً لإعداد قطع الأخشاب الجميلة الشكل التي تدخل في صناعة الأثاث أو في صنع ألواح مؤطرة لتكسية الحوائط. وتتم عملية التشريح بتحريك الجذع، المسمّى القطعة الطولانية، على سكين ثقيلة ثابتة.
ويقطع نحو تسعة أعشار خشب القشرة دائريًا بمخرطة. إذ يوضع جذع الشجرة بحيث يدور على سكين ثابت يمتد متعامدًا مع طوله. حيث تنحل لفة القشرة في شكل شريط طويل متصل.
الكبس. وهي عملية تأتي بعد تخفيف القشور أو الرقائق وتشذيبها والتوفيق بينها. إذ يضع العمال طبقة رقيقة جداً من مادة الغراء اللاصقة على كل قشرة، ثم يضعون هذه القشور في مكبس هيدروليكي هائل الحجم ليتم كبس القشور بعضها مع بعض بالحرارة والضغط أو بالضغط فقط. ثم يجفف الأبلكاش التام التجهيز مرة ثانية ويشذَّب، ويصقل أو يتم إعداده في شكل ألواح.